# Виланова (Болоња)
Виланова (итал. Villanova) је насеље у Италији у округу Болоња, региону Емилија-Ромања.
Према процени из 2011. у насељу је живело 2276 становника. Насеље се налази на надморској висини од 44 м.